# Lepilemur septentrionalis
Espèce
Statut de conservation UICN

 CR A2acd+3cd+4cd; B2ab(i,ii,iii,v); C2a(i,ii); D : 
En danger critique
Statut CITES
Le Lépilémur septentrional ou Lépilémur du Sahafary est une espèce de primates lémuriformes nocturnes de la famille de Lepilemuridae. Comme tous les lépilémurs, il est endémique de l'île de Madagascar. Ce petit représentant du genre Lepilemur mesure entre 18 et 19 cm, pèse entre 600 et 750 g et possède une queue de 25 cm de long.

Répartition géographique

Ce Lépilémur vit dans quelques fragments de la forêt sèche caducifoliée du Nord de Madagascar, juste au Sud de Diego-Suarez. On pensait qu'il se répartissait également dans la région de la Montagne d'Ambre, mais depuis la reconnaissance de Lepilemur ankaranensis comme taxon distinct, on sait désormais qu'il est réduit à un minuscule territoire entre les villages de Madirobe et Ankarongana dans le Sahafary. Il doit ainsi être considéré comme l'un des lémuriens les moins répandus et les moins protégés de Madagascar, et est certainement celui qui se trouve le plus proche de l'extinction.

## Menaces et conservation
Cette espèce est incluse depuis 2008 dans la liste des 25 espèces de primates les plus menacées au monde. Il est le lémurien le plus directement menacés à Madagascar puisque l'on ne comptait l'année dernière 2012 plus que 19 individus[réf. souhaitée].